# Hydreliox
L'Hydreliox est un mélange respiratoire utilisé en plongée sous-marine profonde. Il se compose d'hélium, d'oxygène et d'une petite part d'hydrogène,.
Ce mélange est utilisé principalement pour les plongées de recherches et d'études scientifiques au-delà de 130 m. Au-delà de cette profondeur, la respiration de l'héliox, mélange habituellement utilisé, provoque l'apparition du syndrome nerveux des hautes pressions (SNHP).
Deux mélanges gazeux permettent de s'affranchir de ce problème : le trimix et l'hydreliox. Comme, le trimix, l'hydreliox contient de l'hélium et de l'oxygène, ainsi qu'un troisième gaz afin d'éviter le SNHP. Avec le trimix, ce troisième gaz est de l'azote, peu onéreux puisque présent dans l'air mais qui devient de plus en plus difficile à respirer lorsque l'on est exposé à de fortes pressions. Néanmoins, le pouvoir narcotique de ce gaz en limite son utilisation à grande profondeur.
L'hydreliox a été testé à des profondeurs dépassant les 500 m par la Compagnie maritime d'expertises (COMEX), qui est une entreprise spécialisée dans les travaux sous-marins à grande profondeur. C'est lors de ce type de plongées d'essai que l'on s'est rendu compte de l'apparition de symptômes d'une narcose à l'hydrogène à partir de 300 m.